# Gutasaga
 (mai 2025).

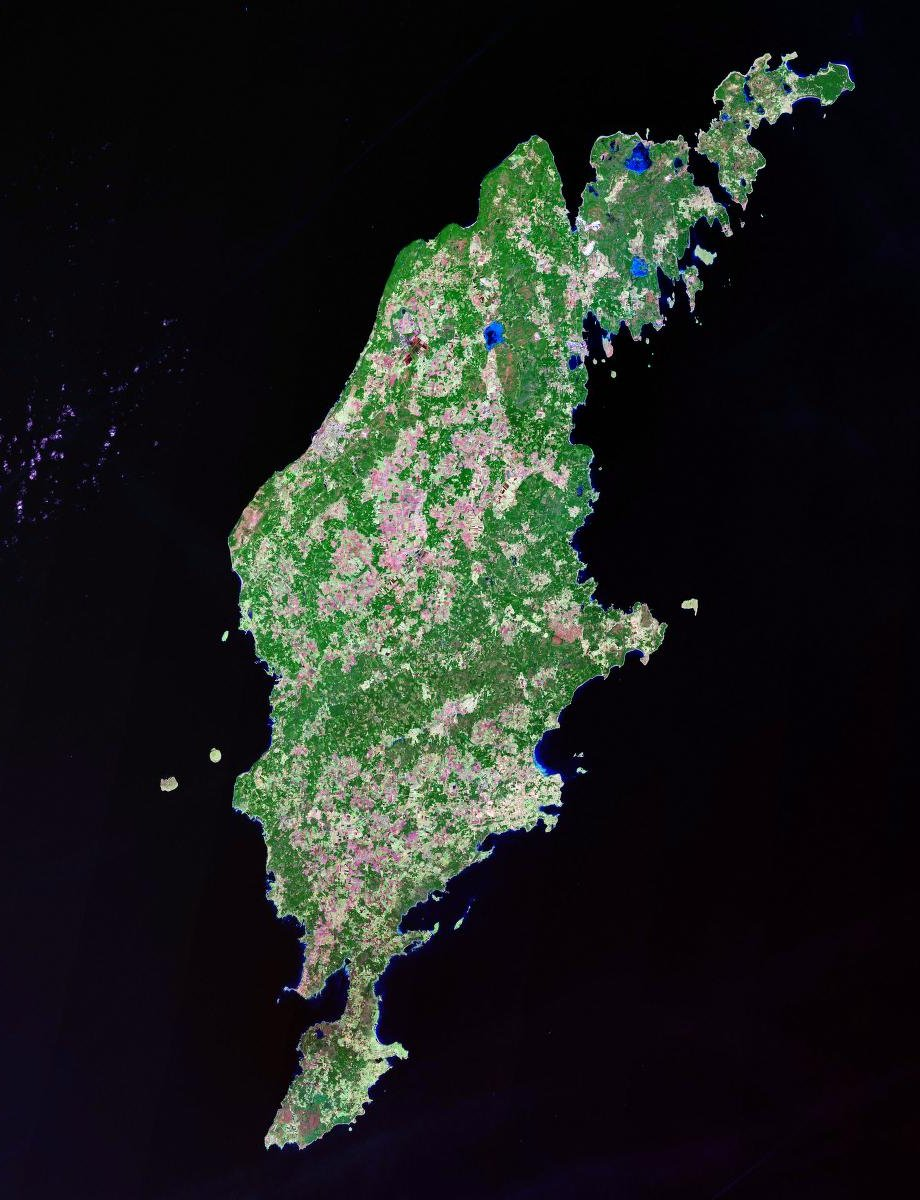
L'île de Gotland vue du ciel.

Gutasaga, ou la Saga des Gotlandais est un court texte en gutnisk ancien décrivant l'histoire de l'île de Gotland. Elle fut écrite au Moyen Âge (avant 1140) dans le même manuscrit que Gutalagen (sv) (la loi des Gotlandais).

## Contenu
La Gutasaga est un texte d'environ 1800 mots qui couvre une grande variété de contenus, répartis en six sections dans la plupart des éditions. La première section raconte la découverte de Gotland par le légendaire Þieluar, qui lève une malédiction en introduisant le feu, avant que l'île ne soit peuplée par son fils Hafþi et sa belle-fille Huitastierna (ce qui signifie : étoile blanche). Leurs trois fils héritent de l'île, et la population croît au point de forcer une émigration vers l'est, jusqu'à Byzance, où les habitants parviennent à convaincre l'empereur de les accepter. Cette section mentionne également des pratiques païennes.
La deuxième section décrit les conflits entre les Gotlandais et d'autres nations, avant la conclusion d'un traité avec le roi de Suède, qui inclut un impôt annuel en échange de concessions sur les péages et de protection. La troisième section, très brève, évoque la visite de Saint Olaf et la construction de la première chapelle par Ormika de Hejnum. La quatrième section décrit la conversion au christianisme, menée par Botair d'Akebäck et son beau-père Likkair Snielli, et la construction d'églises à Gotland. La cinquième section traite des visites du diocèse de Linköping, tandis que la dernière section détaille les obligations de fournir des navires et des hommes au roi de Suède, avec une note sur la procédure en cas de déposition du roi.
Le texte, bien que concis, présente des personnages dont les actions et paroles permettent de les cerner, et dépeint des événements dramatiques avec des mots peu nombreux, mais frappants, semblables aux premiers chapitres de l'Íslendingabók d'Ari Þorgilsson. La narration est parfois légendaire, comme la découverte de Gotland, et d'autres fois historique, comme la négociation avec le roi de Suède. Après la conversion au christianisme, le style devient plus juridique, avec des sections sur les droits et obligations du diocèse et du roi.
Les sources de la Gutasaga se divisent en traditions orales et écrites. Les éléments légendaires proviennent principalement de traditions orales qui peuvent être centrées sur des objets, des toponymes ou des récits populaires, bien qu'il soit difficile de déterminer l'origine exacte de ces traditions. Quant aux sources écrites, elles incluent des textes similaires par leurs motifs littéraires ainsi que des documents juridiques et administratifs. Le texte de la Gutasaga semble avoir été rédigé comme une œuvre complète, utilisant des éléments oraux et écrits pour donner une vision globale de l'histoire et des pratiques de Gotland, et il reflète un mélange de styles narratifs et juridiques en fonction des différentes sections.
Ainsi, la Gutasaga représente un document hybride, mêlant légendes, faits historiques et formalismes juridiques, qui témoigne de l'évolution de Gotland, de ses racines païennes à son incorporation dans le royaume chrétien de Suède.

## Date et lieu de composition
En ce qui concerne la Guta saga, plusieurs indices permettent de proposer une fourchette de dates. La mention de Saint Olaf permet de dater l'œuvre au moins jusqu'en 1030, tandis que l'évocation de la construction d'églises et des arrangements relatifs à l'évêque de Linköping place la composition de l'œuvre après 1139, année de l'officialisation de l'évêché. Ainsi, un terminus post quem pour la Guta saga serait fixé autour de 1140.
Les premières tentatives sérieuses de datation ont été menées par Schlyter, qui a lié un passage mentionnant les taxes en cas de déposition d'un roi à l'exil de Birger Magnusson en 1318. Cependant, cette hypothèse a été contestée par Säve, qui suggère que ce passage pourrait être une addition plus tardive.
Läffler (1908-1909) défend l'idée que ce passage ne relève pas d'une addition, mais considère que l'incident évoqué pourrait se référer à Sverker Karlsson, vaincu en 1208. Il conclut que la Guta saga a été rédigée après 1220, à la suite de la visite de l'archevêque Andreas Suneson à Gotland. Cette datation a été reprise par Wessén, qui situe l’œuvre aux alentours de 1220, mais elle est contestée par Elsa Sjöholm, qui propose une datation plus tardive.
D'autres chercheurs, tels que Pipping et Yrwing, continuent de débattre sur la période exacte de composition, certains proposant des dates allant jusqu'à 1318. Toutefois, plusieurs éléments indiquent que la Guta saga pourrait être antérieure à 1285, en raison de l'absence de mention des réformes fiscales de Magnus Birgersson. L'usage du terme "jarl", remplacé en 1275 par celui de "sveahertig", suggère également une datation avant cette année-là.
En résumé, la Guta saga pourrait avoir été écrite autour de 1220, bien qu'un terminus ante quem soit souvent fixé autour de 1275. La plupart des chercheurs s'accordent sur cette période intermédiaire.
Quant au lieu de composition, il est largement admis que la Guta saga a été rédigée à Gotland, probablement en langue gutnish, bien que certains chercheurs aient suggéré qu'elle pourrait avoir été traduite du latin. Toutefois, la majorité des spécialistes soutient l'idée qu'elle a été écrite directement en gutnish, influencée par des modèles latins.

## Manuscrits et préservation du texte
La Gutasaga est un texte en vieux gutnish qui a été transmis principalement par des manuscrits et traductions. Le seul manuscrit complet de ce texte, conservé dans le manuscrit B 64, date du XIVe siècle. Ce manuscrit est écrit dans la même main que d'autres textes juridiques et présente des similitudes linguistiques avec des parties ultérieures de Gutalag. Il est daté par les chercheurs au milieu du XIVe siècle et contient huit feuillets de parchemin. Des notes historiques ont été ajoutées au XVIe siècle, probablement par le directeur danois David Bilefeld.
Une traduction allemande de Gutalag, conservée dans le manuscrit B 65, inclut la Gutasaga et date d'environ 1400. Elle présente plusieurs erreurs et ne permet pas de comprendre pleinement les passages les plus obscurs du texte original.
Plusieurs traductions danoises existent également : une première, datant du XVIe siècle, est conservée dans le manuscrit 408 8vo, et une seconde dans le manuscrit 2414 4to, datant du XVIIe siècle. Une troisième version, indépendante, figure dans l'œuvre de Peder Syv (1663). En outre, une traduction en vieux suédois du deuxième chapitre de Gutasaga est conservée dans le manuscrit Spegelbergs bok, datée entre 1425 et 1470.
Les versions et traductions de Gutasaga révèlent différentes traditions de transmission, qui ont abouti à des variantes dans le texte, chacune influencée par sa propre culture et époque.

## Résumé de la saga

### Chapitre premier
Gotland a été découvert pour la première fois par un homme nommé Þieluar. À cette époque, l'île était tellement enchantée qu'elle coulait pendant la journée et remontait la nuit. Cependant, Þieluar fut le premier à apporter le feu sur l'île, ce qui empêcha l'île de couler à nouveau.
Þieluar avait un fils nommé Hafþi, et la femme de ce dernier se prénommait Huitastierna. Ces deux personnages furent les premiers à s'installer à Gotland. Lors de leur première nuit ensemble, Huitastierna fit un rêve dans lequel trois serpents étaient enroulés dans son ventre, et elle eut l'impression qu'ils se faufilaient hors de ses genoux. Elle raconta son rêve à son mari Hafþi, qui l'interpréta ainsi : "Tout ce qui est en anneaux est lié. Cette terre sera habitée ; nous aurons trois fils." Il donna à chacun de ces fils un nom avant même leur naissance : "Guti héritera de Gotland, Graipr sera le second, et Gunfiaun le troisième."
Gotland fut ensuite divisé en trois parts : Graipr, l'aîné, hérita de la partie nord ; Guti, la partie centrale, et Gunfiaun, le cadet, la partie sud. Au fil du temps, la population de Gotland augmenta tellement que la terre ne pouvait plus la soutenir. Ils décidèrent alors de tirer au sort pour envoyer chaque troisième personne hors de l'île, tout en leur permettant de conserver et d'emporter leurs biens. Cependant, ceux-ci refusèrent de partir et se dirigèrent plutôt vers Torsburgen, où ils vécurent un temps. Finalement, les habitants de Gotland ne supportant plus leur présence, les chassèrent.
Le peuple se rendit ensuite à Fårö, mais ne parvint pas à y subvenir à ses besoins. Ils se rendirent alors sur l'île de Dagö, au large de l'Estonie, où ils construisirent une fortification toujours visible aujourd'hui. N'arrivant toujours pas à subvenir à leurs besoins, ils remontèrent la rivière Dvina à travers la Russie. Leur voyage les mena jusqu'à l'Empire byzantin, où ils demandèrent au souverain byzantin l'autorisation de vivre "pour le croissant et le déclin de la lune". L'empereur leur accorda cette demande, pensant qu'ils parlaient d'une durée d'un mois. Après un mois, il souhaita les renvoyer, mais ils expliquèrent que "le croissant et le déclin" signifiaient "pour toujours", ce qui correspondait à la promesse qu'ils avaient reçue. L'impératrice intervint en rappelant que la promesse faite par l'empereur signifiait en effet "pour l'éternité", et que celle-ci ne pouvait leur être retirée. Ils s'installèrent donc définitivement là et y vivent encore aujourd'hui, conservant une partie de leur langue d'origine.
Avant et longtemps après cet événement, les habitants croyaient en des bois sacrés, des tumulus funéraires, des lieux saints et des idoles païennes. Ils procédaient à des sacrifices de leurs fils, filles, bétail, nourriture et bière, selon leur méconnaissance de la véritable foi. L'île entière pratiquait les sacrifices les plus importants, avec des victimes humaines, tandis que chaque tierce partie en organisait d'autres de moindre ampleur. Les assemblées plus petites offraient des sacrifices avec du bétail, de la nourriture et des boissons. Ceux qui y participaient étaient appelés "les compagnons de l'ébullition", car ils cuisinaient ensemble les repas sacrificiels.

### Chapitre 2
De nombreux rois tentèrent de conquérir Gotland lorsqu’elle était encore païenne, mais les Gotlandais réussirent toujours à défendre leurs droits et à repousser leurs assaillants. Plus tard, les Gotlandais envoyèrent de nombreux messagers en Suède, mais aucun d’eux ne parvint à établir une paix durable jusqu’à l’arrivée d’Avair Strabain de la paroisse d'Alva. C’est lui qui parvint à négocier la première paix avec le roi des Suédois.
Lorsque les Gotlandais lui demandèrent de prendre en charge la négociation, il répondit : « Vous savez que je suis désormais celui destiné à la malchance et aux malheurs. Si vous souhaitez que je me lance dans un tel péril, accordez-moi trois wergilds : un pour moi, un pour mon fils et un pour ma femme. » Avair, reconnu pour sa sagesse et ses nombreuses compétences, comme le rapportent les légendes à son sujet, conclut un traité avec le roi des Suédois. Selon cet accord, les Gotlandais devaient verser un tribut annuel de soixante marks d'argent, répartis ainsi : quarante marks pour le roi de Suède et vingt marks pour le jarl. Avair établit cette loi après consultation avec les habitants de l'île, avant de partir. Ainsi, les Gotlandais acceptèrent volontairement de se soumettre au roi de Suède, afin de pouvoir voyager librement à travers le royaume suédois, sans avoir à payer de péages ni autres taxes. En retour, les Suédois pouvaient commercer librement avec Gotland, sans aucune restriction concernant le commerce du grain ou d'autres marchandises. Le roi s’engagea également à offrir protection et assistance aux Gotlandais en cas de besoin, dès qu’ils en faisaient la demande. Par ailleurs, le roi et le jarl envoyèrent des messagers à l'assemblée générale des Gotlandais pour organiser la collecte de l'impôt. Ces messagers avaient aussi pour mission de proclamer la liberté des Gotlandais de se rendre dans tous les territoires du roi d’Uppsala et, inversement, la liberté des Suédois de se rendre sur Gotland.
Peu après, le roi Olaf le Saint arriva en fuyant la Norvège avec ses navires et se réfugia dans un port appelé Akergarn. Saint Olaf y séjourna pendant un certain temps. Alors, Ormika de Hejnum, accompagné de plusieurs autres hommes influents, se rendit à sa rencontre en portant des cadeaux. Ormika lui offrit douze béliers ainsi que d’autres objets précieux. En retour, Saint Olaf lui donna deux gobelets ronds et une hache de bataille. Peu après, Ormika adopta le christianisme, suivant les enseignements de Saint Olaf, et fit construire une petite chapelle sur le site où se trouve aujourd'hui l’église d'Akergarn. C’est de là que Saint Olaf partit ensuite rendre visite à Jaroslav à Novgorod.

### Chapitre 3
Bien que les Gotlandais soient encore païens, ils entreprennent des voyages commerciaux vers tous les pays, qu'ils soient chrétiens ou païens. Ainsi, les marchands gotlandais sont témoins des coutumes chrétiennes dans les pays chrétiens. Certains d'entre eux se font baptiser et décident de ramener des prêtres à Gotland.
Botair d'Akebäck est celui qui construit la première église, dans un lieu aujourd'hui appelé Kulstäde. Les habitants de l'île refusent d’accepter cette église et la brûlent. C’est pourquoi l’endroit porte encore aujourd'hui le nom de Kulstäde. Plus tard, un sacrifice est organisé à Vi, où Botair édifie une seconde église. Là encore, les habitants tentent de brûler l’église, mais Botair monte sur le toit et déclare : « Si vous voulez la brûler, vous devrez me brûler avec elle. » Botair jouit d’une grande influence et sa femme est la fille du plus puissant homme de l’île, Likkair Snielli, de Stenkyrka. Ce dernier, ayant une grande autorité à l’époque, soutient Botair et intervient en disant : « Ne persistez pas dans cette volonté de brûler l’homme ou son église, car elle se trouve à Vi, sous la falaise. » Ainsi, cette église est épargnée et reste debout. Elle est consacrée sous le nom de Tous les Saints et est aujourd'hui connue sous le nom de l’église Saint-Pierre. Elle restera la première église de Gotland à être autorisée à perdurer.
Peu de temps après, Likkair Snielli, le beau-père de Botair, se fait baptiser avec sa femme, ses enfants et tous ses serviteurs. Il fait alors construire une église sur sa ferme, dans le lieu désormais appelé Stenkyrka, la première église du tiers nord de Gotland. Après avoir vu les coutumes chrétiennes, les Gotlandais acceptent le commandement de Dieu et suivent les enseignements des prêtres. Ils reçoivent le christianisme de leur propre volonté, sans contrainte. À la suite de cette acceptation générale du christianisme, une seconde église est édifiée à Atlingbo, dans le tiers central de l'île, et une troisième à Fardhem, dans le tiers sud. Ces trois églises servent de point de départ à la construction d’églises dans toute l'île, chaque village élevant des églises pour plus de commodité.
Avant que Gotland ne s’associe définitivement à un évêque, des évêques venus en pèlerinage à Jérusalem s’arrêtaient sur l'île en revenant de la Terre Sainte. À cette époque, la route vers l’est passait par la Russie et l’empire byzantin. Ces évêques consacraient d'abord les églises et cimetières, selon la demande de ceux qui les avaient financées. Une fois que les Gotlandais s'étaient familiarisés avec le christianisme, ils envoient des messagers à l'évêque de Linköping, le plus proche, pour lui demander de venir à Gotland. Ils lui proposent de venir tous les trois ans, accompagné de douze hommes, qui voyageraient à cheval à travers l’île. L'évêque doit donc se rendre sur l'île pour consacrer les églises et collecter ses paiements en nature : trois repas et trois marks pour chaque consécration d'église, et pour la consécration d'un autel, un repas et douze öre, si seul l’autel doit être consacré. Si l'autel et l'église doivent être consacrés ensemble, alors les deux sont consacrés avec trois repas et trois marks. Chaque prêtre doit donner un paiement en nature sous forme de taxe de visite, soit trois repas et rien de plus. Ceux qui n’ont pas payé en nature cette année-là devront s’en acquitter lors du passage de l’évêque dans trois ans, tandis que ceux qui ont payé précédemment devront verser une taxe.
En cas de différends, l'évêque est chargé de les trancher dans le même secteur, car ceux qui vivent le plus près du lieu du conflit connaissent mieux les faits. Si le différend ne peut être résolu localement, il est soumis à l'ensemble de la communauté. En cas de conflits ou de questions nécessitant l'intervention de l'évêque, les Gotlandais doivent attendre son arrivée et ne peuvent se rendre sur le continent, sauf si un cas de nécessité absolue se présente, par exemple si le doyen rural ne peut offrir l'absolution. Les amendes imposées à Gotland par l'évêque ne doivent pas excéder trois marks.

### Chapitre 4
Dans ce chapitre, les Götlandais, après avoir adopté le christianisme, acceptent de suivre le roi de Suède lors des expéditions militaires contre les pays païens, mais pas contre les pays chrétiens. Les conditions de cette participation sont strictes : le roi doit convoquer les Götlandais après l'hiver, leur accorder un mois de répit avant la mobilisation, et la mobilisation doit avoir lieu avant le solstice d'été. Si les Götlandais ne peuvent pas participer, ils doivent payer une amende de 40 marks en compensation de chaque navire de guerre, mais ce paiement se fait lors de la récolte suivante. Cela est appelé la "taxe de levée".
Le processus de levée commence par un appel à l'assemblée pour déterminer si l'expédition a lieu, et ensuite les préparatifs durent environ un mois, en attendant un vent favorable pour partir. Si le vent ne vient pas, ils peuvent rentrer chez eux sans pénalité, à condition que le retard ne dépasse pas un certain délai. Si la convocation intervient moins d'un mois avant la mobilisation, les Götlandais n'ont pas à y répondre et peuvent rester chez eux sans conséquence. Si le roi doute de la légalité de la non-participation, des commissaires jurés doivent prêter serment pour justifier la raison. En cas d'absence du roi, les Götlandais ont le droit de ne pas remettre leur taxe pendant trois ans, mais doivent continuer à la collecter et la remettre au souverain en place après cette période. Un document scellé du roi est requis pour toutes ces démarches.

## Analyse des thèmes et motifs

### La découverte de Gotland
L'histoire de la découverte de Gotland et du nom de Þieluar soulève la première question : déterminer qui Þieluar pourrait avoir été et quelle connexion historique ou traditionnelle, s'il en existe une, il aurait eue avec Gotland. Une variante de ce nom est connue grâce à des inscriptions runiques trouvées sur des pierres à Öster Skam en Östergötland. Ces pierres runiques précèdent probablement le texte original de la Gutasaga, bien que Brate ait exprimé des doutes sur leur ancienneté, soupçonnant qu'elles puissent être l'œuvre d'un antiquaire du XVIIe siècle. Säve (1862) ne réussit pas à retrouver la pierre ou les pierres en question, et aucun habitant de la paroisse ne put fournir d'information à ce sujet. Le nom Þieluar de la Gutasaga n'a pas de grande ressemblance avec Þjálfi, le serviteur de Thor dans l'Edda de Snorri Sturluson, bien que certains chercheurs aient suggéré cette connexion, notamment Läffler, Gordon et Lemke, qui voient en Þieluar un représentant de Thor. Un autre chercheur, Olrik, évoque aussi un aspect mystique de Þieluar, malgré sa position souvent dans l'ombre de Thor. Certains avancent que le nom pourrait être lié à un présumé *þjálf islandais, signifiant « travail », suggérant un dieu du travail, mais cela reste spéculatif.

### Les îles submergées
En relation avec la légende de l'île de Gotland qui coulerait le jour et émergerait la nuit, il existe des preuves géologiques de variations du niveau de la mer. Ces changements pourraient avoir été intégrés dans la mémoire populaire sous forme d'un changement diurne, suivi de l'apparition définitive de Gotland au-dessus du niveau de la mer. Gotland se trouvait sous le niveau de la mer à la fin de la dernière glaciation, après quoi le niveau de la mer a lentement baissé. Certaines îles, notamment en Scandinavie, sont au cœur de légendes similaires, comme Svínoy dans les îles Féroé ou l'île irlandaise de Brasil, qui n'apparaît qu'une fois tous les sept ans.

### La purification par le feu
Le motif de la purification ou de la levée d'un sort par le feu est répandu en Scandinavie et a des racines historiques. Ce phénomène est discuté par Strömbäck, qui soutient que l'usage du feu pour entourer une terre pouvait apaiser les esprits et lever une malédiction. Cela pourrait être une explication de la légende de Gotland dans la Gutasaga, qui pourrait symboliser le moment où l'île devient habitable une fois que son niveau d'eau est suffisamment bas pour soutenir le feu.

### Les ancêtres mystiques
Après avoir levé la malédiction sur l'île, Þieluar disparaît de la scène et n'est pas mentionné comme un habitant permanent, ce qui le place dans le rôle d'un "ancêtre mystique", semblable à des figures telles que Tuisto, mentionné par Tacite, ou Gaut/Gapt dans les traditions gothiques. Il est difficile de déterminer si la Gutasaga s'inspire de traditions existantes ou si elle intègre une tradition orale spécifique à Gotland.

### La colonisation de l'île
L'histoire de la colonisation de Gotland par ses habitants commence par deux générations d'ancêtres mythiques, dont Hafþi, le fils de Þieluar. Hafþi épouse Huitastierna et a trois fils dont les noms commencent par un "G". Les généalogies légendaires avec des noms allitératifs sont courantes dans les premiers récits des peuples nordiques. Ce type de généalogie se retrouve aussi bien dans les traditions germaniques, gothiques que scandinaves médiévales. Il est possible que le nom Hafþi soit lié à la paroisse de Havdhem sur le sud de Gotland.

### Rêves prophétiques
Dans la Gutasaga, Huitastierna fait un rêve le soir de son mariage, où elle voit trois serpents sortir de son ventre ou de sa poitrine. Ce motif de rêve chez les femmes enceintes, souvent lié à des événements autour de l'accouchement, a des parallèles folkloriques. Par exemple, la mère de Guillaume le Conquérant aurait rêvé qu’un grand arbre poussait de son ventre. Les serpents sont également des symboles communs dans les mythes celtiques, associés à la protection, la fertilité, le monde souterrain et la mort. Sur Gotland, les pierres de style pictural montrent fréquemment des serpents, comme celui de Smiss, et l'idée d'un serpent sortant d’une femme pourrait être une combinaison de motifs folkloriques locaux ou étrangers.

Dans l’épisode suivant, Hafþi, le mari d’Huitastierna, interprète ce rêve à l’aide d’un vers en deux strophes : 
‘Alt ir baugum bundit.
Boland al þitta varþa,
ok faum þria syni aiga.’

‘Guti al Gutland aiga,
Graipr al annar haita,

ok Gunfiaun þriþi.’
Traduction française :
« Tout ce qui est en anneaux est lié.
Cette terre sera habitée ;
nous engendrerons trois fils. »

« Guti revendiquera Gotland,
Graipr le second, par son nom,

et Gunfiaun le troisième. »
La première strophe confirme la puissance du destin, en rassurant sur l'avenir. La deuxième strophe énumère les noms de leurs enfants à naître (Guti, Graipr et Gunfiaun), suggérant que Guti, le premier, régnerait sur Gotland. Les noms de lieux comme Gute, Gothem ou Gotland pourraient être expliqués par ce récit, bien que le nom de Gunfiaun soit peu connu en dehors de la Gutasaga. La division de l'île en trois sections, représentée par ces trois fils, pourrait avoir été inspirée par des traditions anciennes ou des noms de lieux réels, bien que certaines contradictions existent entre la version poétique et la prose. L'incorporation de ce vers dans la saga pourrait suggérer l'existence d’une tradition orale plus ancienne.
L’interprétation des rêves et des vers prophétiques dans ce récit reflète les influences de traditions orales, mais aussi de l'influence de pratiques littéraires où des vers anciens sont intégrés dans des récits en prose. La division de l'île de Gotland en trois zones pourrait également être liée à des pratiques administratives antérieures, mentionnées dans des documents datant du début du XIIIe siècle.

### L'émigration comme remède à la surpopulation
L'émigration forcée, attribuée à la surpopulation de Gotland, pourrait avoir été une réalité historique, bien que cela reste sujet à débat. Certaines traditions orales semblent relater de tels événements, mais certains chercheurs, comme Weibull, considèrent cet épisode comme une histoire mythologique dérivée de récits anciens sur l'émigration. Selon Weibull, cette histoire pourrait être inspirée par des auteurs comme Hérodote, où le roi de Lydie divise son peuple en deux groupes, décidant par tirage au sort qui doit émigrer. Une histoire similaire apparaît dans le Gesta Danorum de Saxo Grammaticus, où les habitants de la région, après une consultation, partent en exil, ce qui pourrait être un modèle adapté dans la Gutasaga.
Si l'émigration de Gotland était réelle, elle pourrait remonter à une période bien antérieure à l'ère viking, comme le suggèrent les recherches archéologiques, qui montrent une forte diminution de la population de l'île entre 475 et 550, bien avant l'ère viking. Cette émigration pourrait expliquer les récits présents dans la Gutasaga, qui sont probablement issus de traditions orales locales.

### Torsburgen et Fårö
La saga mentionne que les émigrants se sont installés à Torsburgen, une grande fortification préhistorique située sur l'une des rares collines de Gotland. Les fouilles archéologiques ont montré que cette fortification a été utilisée à plusieurs époques, notamment entre 300 et 1100 après J.-C. La saga décrit comment les émigrants, incapables de s'installer définitivement à Torsburgen, ont été forcés de se déplacer vers l'île de Fårö, où leur tentative de créer une colonie permanente a échoué.

### Traces des émigrants à l'étranger
Le récit mentionne également une tentative d'installation sur l'île de Dagö (Hiiumaa en Estonie), où les émigrants ont rencontré des difficultés à établir une colonie permanente, probablement à cause de l'incapacité de l'île à soutenir un grand nombre de personnes. Bien que des recherches n'aient pas révélé de fortifications anciennes sur Dagö, il est possible que cette partie de l'histoire soit issue de traditions orales ou de récits écrits. L'émigration aurait probablement pris la direction de l'Est, vers les îles estoniennes comme Dagö et Ösel, qui étaient plus accessibles et peut-être mieux adaptées à l'installation des émigrants.

## La conversion de Gotland au christianisme

### Visite de Saint Olaf à Gotland
Le récit de la conversion de Gotland par Saint Olaf est complexe et comporte des contradictions. Bien que des sources comme Heimskringla mentionnent qu'Olaf n'a pas fait de pause en Gotland pendant ses voyages, d'autres sources suggèrent qu'il l’a effectivement visitée, notamment en 1007, où il aurait forcé les Gotlandais à payer une protection. Toutefois, la visite mentionnée dans Gutasaga, relatant un passage d'Olaf vers 1030, semble plus probable. L’existence d’une pièce de monnaie à son effigie retrouvée à Klintehamn renforce l'idée que sa présence à Gotland est plausible.
L’une des traditions les plus répandues est celle du lieu où Olaf aurait baptisé les premiers Gotlandais, dans une cuvette naturelle en pierre. Cette cuvette est encore visible aujourd'hui sous le nom de Sankt Oles tvättfat. D’autres traditions locales, comme celles relatant des objets de Saint Olaf, y compris un lavabo mural, sont probablement des ajouts postérieurs aux événements réels. Certaines traditions se réfèrent à des lieux spécifiques, comme Sant Äulos kälda, une source d'eau, où Olaf aurait baptisé les premiers païens.

### Les cadeaux d'Ormika
L'échange de cadeaux entre Olaf et Ormika de Hejnum est un élément notable de la saga. Il est possible que cet échange ait eu lieu avec des objets comme des vases de type bulli (utilisés pour la communion) et des armes de type braiþyx (des haches de guerre). Le nom Ormika pourrait être lié à une tradition orale qui a conduit à la création de cette histoire. Le personnage d'Ormika est parfois mal interprété comme une femme, mais il est plus probable qu'il s'agisse d'un homme.

### La conversion avant la visite de Saint Olaf
Dans la Gutasaga, il existe une version alternative de la conversion des habitants de Gotland au christianisme, qui ne fait pas intervenir Saint Olaf ni Ormika, mais plutôt Botair et son beau-père Likkair. Selon cette version, des marchands gotlandais auraient été en contact avec la religion chrétienne à travers leurs voyages commerciaux au 10e siècle, avant la première visite de Saint Olaf à Gotland. Ces marchands convertis auraient ramené des prêtres sur l'île et Botair d'Akebäck est mentionné comme celui qui aurait fait construire la première église à Kulstäde. L'église de Kulstäde, selon la tradition, aurait des fondations encore visibles aujourd'hui. Toutefois, l'authenticité de cette identification a été remise en question par plusieurs chercheurs, certains suggérant que l'endroit pourrait être un site de culte païen préexistant.
Botair aurait également construit une seconde église près de Vi, juste au moment où ses compatriotes païens pratiquaient des sacrifices dans cette région. La relation entre l'église chrétienne et ce site païen reste sujette à débat, certains chercheurs estimant que l'étymologie populaire pourrait être à l'origine de ce lien. Par ailleurs, l’histoire de Likkair, qui protège son église et son gendre, présente des éléments contradictoires. Il aurait convaincu les païens de ne pas brûler l'église en expliquant qu'elle se trouvait à Vi, un ancien site sacré païen, une justification peu probable.
Les histoires de construction d’églises occupent une place importante dans la Gutasaga. L'ouvrage relate la construction des premières églises dans les trois divisions du pays, remplaçant les anciens centres de sacrifice. Bien que ces églises aient été des chapelles privées au début, commandées par des convertis riches comme Likkair, la Gutasaga suggère également qu'elles auraient pu être des églises collectives, reflétant l'essor chrétien sur l'île. Toutefois, l'absence de mentions de prêtres ou d'évêques à cette époque soulève des questions sur qui aurait consacré ces églises.

## Édition
- (en) Guta Saga : The History of the Gotlanders (trad. Christine Peel), vol. XII, Viking Society for Northern Research, 1999 (réimpr. 2010), 109 p. (ISBN 978-0903521444, lire en ligne)